# کووای لنارد
کووای لنارد (به انگلیسی: Kawhi Leonard) متولد ۱۹۹۱ میلادی در ریورساید در کالیفرنیا بازیکن آمریکایی حرفه‌ای ان بی ای است.
کووای در دانشگاه ایالتی سن دییگو در بازی‌های ان سی آ آ بسیار درخشید و به عنوان یکی از بهترین بازیکنان آن تیم در سال ۲۰۱۰ انتخاب شد.
لئونارد در سال ۲۰۱۴ یک قهرمانی NBA را با اسپرز بدست آورد، جایی که به عنوان با ارزش‌ترین بازیکن فینال انتخاب شد. پس از هفت فصل حضور در اسپرز، لئونارد در سال ۲۰۱۸ به تورنتو رپتورز ترید شد. در سال ۲۰۱۹، او با تیم رپتورز به اولین قهرمانی NBA این تیم در تاریخ مسابقات رسید و دومین جایزه MVP بازی فینال خود را به دست آورد. وی متعاقباً به زادگاهش لس آنجلس نقل مکان کرد و در ژوئیه ۲۰۱۹ به عنوان بازیکن آزاد با کلیپرز قرارداد بست. او تا کنون ۵ بار در آل استار گیم حاضر بوده‌است.

## زندگی شخصی
لئونارد پسر مارک لئونارد و کیم رابرتسون است. وی کوچک‌ترین فرزند خانواده است و چهار خواهر دارد.
پدرش در ۱۸ ژانویه ۲۰۰۸، در یک کارواش که متعلق به او بود، مورد اصابت گلوله قرار گرفت و کشته شد. لئونارد اصرار داشت عصر روز بعد این اتفاق بازی کند و بعد از بازی مشخص شد که او چقدر از نظر روحی غمگین و شکسته‌است. هویت قاتل تا امروز هنوز ناشناخته است.
او و دوست دخترش اکنون دو فرزند دارند.
لئونارد به رفتار آرام معروف است. او به ندرت در مصاحبه‌هایش از زندگی خصوصی اش می‌گوید و همچنین از شبکه‌های اجتماعی استفاده نمی‌کند.